# 青空と雲と彼女の恋
『青空と雲と彼女の恋』（そらとくもときみのこい）は、2012年5月25日にKLEINより発売されたアダルトゲームである。

## あらすじ
一ノ瀬貴之は、屋上である男子生徒が、女子生徒に告白しようとして降られる場面を目撃する。
その女子生徒は、愛の告白をなかなか受け付けないがゆえに鋼鉄のスカートとあだ名される人物だった。

## 登場人物

### 主人公
一ノ瀬 貴之（いちのせ たかゆき）
主人公。前向きだがめんどくさがり屋の少年。

### ヒロイン
舞原 瑞穂（まいはら みずほ）
声 - ダイナマイト♡亜美
貴之の学校に転校してきた美少女で、落としにくさゆえに『鋼鉄のスカート』という二つ名がついた。
霧島 伊澄（きりしま いすみ）
声 - 金松由花
貴之の幼馴染で、周囲からは友人として見なされている。
逢坂 皐月（おうさか さつき）
声 - 渋谷ひめ
貴之のクラスのクラス委員長で、貴之や伊澄とは昔馴染み。あまりにもお堅いためか、伊澄からは「かつておとなしかったのに、ツンツンした人物になってしまった」と評価されている。なぜか炭酸飲料を飲むと酔う。
一ノ瀬 胡桃（いちのせ くるみ）
声 - 櫻井ありす
貴之の義母の子。
神宮寺 結衣（じんぐうじ ゆい）
声 - 桃也みなみ
胡桃の友人で、実家は学園のパトロンでもある財閥。
月宮 こより（つきみや こより）
声 - 鈴谷まや
胡桃の友人で、オカルト研究部所属。

## スタッフ
- 原画 - Lapis Lazuli、翠燕、暁てとら
- シナリオ - 渡部好範、雪月みけ丸、多枷つかさ